# Mauritz Richter
Gustaf Mauritz Richter, född 18 januari 1835 i Kristianstads garnisonsförsamling, död 9 januari 1895 i Malmö, var en svensk militär och kommunalpolitiker.
Richter var son till Johan Gottfrid Richter, kapten och batterichef vid Wendes artilleriregemente. Vid 15 års ålder ingick Richter vid kadettskolan på Karlberg, varifrån han utexaminerades 1856 och samtidigt blev underlöjtnant vid Skånska dragonregementet i Ystad. Han blev löjtnant 1864, men lämnade den militära banan 1875 efter att några år tidigare blivit ryttmästare. Han hade redan som löjtnant bosatt sig i Malmö, där han erhöll flera enskilda och kommunala uppdrag. Han var under många år ekonomidirektör för Förlagsaktiebolaget, vilket var utgivare av Sydsvenska Dagbladet. Han blev ledamot av stadsfullmäktige i Malmö stad 1875 och var, efter att under flera år varit ledamot av drätselkammaren, ordförande i denna från 1885 till sin död.